# Ramiro Guerra Pereyra
Ramiro Guerra Pereyra (Montevideo, Uruguay, 21 de marzo de 1997) es un futbolista uruguayo nacionalizado Español. Juega como centrocampista y su equipo actual es el Villarreal de la Primera División de España.
Anteriormente había defendido con la selección española sub-17 en la Ronda de Clasificación Sub-17 de la UEFA, ahora hace parte del plantel que defendió a Uruguay en el Campeonato Sudamericano Sub-20 del 2015 y en la Copa Mundial Sub-20 del 2015.

## Trayectoria

### Juveniles
Debutó como profesional el 3 de mayo de 2014 con el Villarreal "B", se enfrentó al Club Gimnàstic de Tarragona, jugó como titular pero perdieron 2 a 1. Luego volvió a defender el Villarreal "C" y continuó el proceso.
Después de disputar el Mundial Sub-20, comenzó la temporada 2015/16 con el submarino amarillo "B", ya incluido en el plantel.
Fue seleccionado para jugar la Liga Juvenil de la UEFA 2015-16, le fue adjudicado el dorsal número 6 y fue nombrado capitán del equipo. Debutó en la competición internacional el 30 de septiembre de 2015, se enfrentaron al Servette en dos partidos de ida y vuelta en la primera ronda, pero quedaron eliminados por el gol de visitante, tras empatar 4 a 4 en el global. Ramiro anotó un gol y se convirtió en el primer uruguayo en jugar en el certamen, y también en anotar un tanto.

#### Participaciones con juveniles
| Competición                      | Sede  | Resultado     | Partidos | Goles |
| -------------------------------- | ----- | ------------- | -------- | ----- |
| Champions League Juvenil 2015-16 | Suiza | Primera ronda | 2        | 1     |

### Villareal
El 28 de septiembre es convocado por el DT Javier Calleja y alineado en el '11' titular del partido contra el M.Tel Aviv por la Liga Europa . Luego, en una entrevista post-partido, habla acerca del entrenador y su debut en la absoluta:

"En cuanto me convocó me mentalicé de que podía jugar y cuando ha dado la alineación no me ha sorprendido. Ha sido un orgullo oír mi nombre. En el partido, a pesar del resultado, me he encontrado bien. Nos llevamos un punto que hay que hacerlo bueno en casa. Tengo ganas de seguir en el primer equipo"...

"Había jugado con Javi (se refiere a el entrenador) en el filial de pivote. Hoy me ha dado la oportunidad y ha sido especial".
Ramiro Guerra

El 1 de octubre nuevamente es convocado en un partido contra el Eibar, entrando en el 81' por Castillejo. Así hace su debut en la Primera División de España. El siguiente partido contra el Girona nuevamente es convocado; aunque se queda en la banquillo todo el partido. El 19 de octubre recibiendo al Slavia Praga vuelve a jugar, está vez jugando los 90 minutos pero recibe una amonestación. Otra vez convocado, no ve cancha el 22 de octubre cuando reciben a U. D. Las Palmas. El 25 de octubre, por la Copa del Rey, arranca desde el inicio pero sale al 51', en un partido donde caen frente Ponferradina por un 1-0. El 28 de octubre, con Guerra en el banquillo sacán un empate al Atlético Madrid.

### Gimnàstic
El 21 de agosto de 2018, el Club Gimnàstic de Tarragona hizo oficial su incorporación como cedido hasta final de temporada.

## Selección nacional
Ramiro tiene doble nacionalidad, sus padres son uruguayos, pero vinieron a España cuando él era muy pequeño. Lo que le permitió optar por la selección de España o Uruguay.
En abril de 2012 fue citado a la Selección sub-17 de Uruguay, entrenó unos partidos con la Celeste.
En noviembre del mismo año, fue convocado por la Selección sub-16 de España y debido a su vínculo con Villarreal y residencia en España, siguió en las juveniles españolas.
En el 2013, defendió a la selección de España sub-17 en varias oportunidades, incluidos los partidos de la ronda clasificatoria del Campeonato Europeo de la UEFA, jugó los tres partidos, quedaron primeros del grupo y pasaron a la siguiente fase. Luego, España no pudo avanzar a la siguiente ronda.
Fue citado para defender la rojita, pero en la categoría sub-19, en el año 2014. Disputó un torneo UEFA amistoso de la categoría, contra Alemania, Francia y Grecia. El primer partido contra los alemanes, jugó como titular y ganaron 2 a 0. En el segundo encuentro, frente a Francia, también jugó como titular, ganaron 5 a 1 y lograron el torneo faltando jugar el último partido. El último encuentro, contra los locales, lo ganaron 3 a 2, Ramiro ingresó en el minuto 63.
El 5 de diciembre fue incluido por Fabián Coito en la lista de preseleccionados para defender a Uruguay en el Campeonato Sudamericano Sub-20 de 2015 que se realizará, justamente, en Uruguay. El 3 de enero de 2015 fue confirmado para defender a la Celeste en la competición continental. Debutó con Uruguay el 15 de enero, en el primer partido de la fase de grupos contra Colombia, ingresó al minuto 76 por Gastón Pereiro y ganaron 1 a 0. En total disputó 8 partidos, lograron el tercer puesto y la clasificación al mundial.
El 14 de mayo fue seleccionado para defender a Uruguay en la Copa Mundial Sub-20 de Nueva Zelanda. Debutó en el último partido de la fase de grupos, ante Malí, jugó como titular y al minuto 16 habilitó con un cabezazo a Franco Acosta, que utilizando ese recurso convirtió el gol, el partido terminó 1 a 1 y la Celeste clasificó a octavos de final. Su rival fue Brasil, Ramiro no tuvo minutos pero perdieron por penales luego de empatar sin goles en 120 minutos, por lo que fueron eliminados.

### Participaciones con España (juveniles)
| Competición                                                          | Sede   | Resultado    | Partidos |
| -------------------------------------------------------------------- | ------ | ------------ | -------- |
| Ronda de Clasificación del Campeonato Europeo Sub-17 de la UEFA 2014 | Chipre | Primer lugar | 3        |
| Torneo amistoso UEFA Sub-19 de 2014                                  | Grecia | Campeón      | 3        |

### Participaciones con Uruguay (juveniles)
| Competición                            | Sede          | Resultado        | Partidos | Goles | Asistencias |
| -------------------------------------- | ------------- | ---------------- | -------- | ----- | ----------- |
| Campeonato Sudamericano Sub-20 de 2015 | Uruguay       | Tercer puesto    | 8        | 0     | 0           |
| Copa Mundial Sub-20 de 2015            | Nueva Zelanda | Octavos de final | 1        | 0     | 1           |

| Detalle de partidos con la Sub-20 | Detalle de partidos con la Sub-20 | Detalle de partidos con la Sub-20 | Detalle de partidos con la Sub-20 | Detalle de partidos con la Sub-20 | Detalle de partidos con la Sub-20       | Detalle de partidos con la Sub-20 | Detalle de partidos con la Sub-20 | Detalle de partidos con la Sub-20 | Detalle de partidos con la Sub-20 |
| N°                                | Rival                             | Resultado                         | Fecha                             | Lugar                             | Competencia                             | Goles                             | Asistencias                       | Ref.                              |                                   |
| --------------------------------- | --------------------------------- | --------------------------------- | --------------------------------- | --------------------------------- | --------------------------------------- | --------------------------------- | --------------------------------- | --------------------------------- | --------------------------------- |
| 1                                 | Colombia                          | 1:0 (0:0)                         | 15 de enero de 2015               | Maldonado · Uruguay               | Campeonato Sudamericano Fase de grupos  | -                                 | -                                 | 1                                 |                                   |
| 2                                 | Brasil                            | 2:0 (1:0)                         | 17 de enero de 2015               | Maldonado · Uruguay               | Campeonato Sudamericano Fase de grupos  | -                                 | -                                 | 2                                 |                                   |
| 3                                 | Venezuela                         | 0:1 (0:1)                         | 23 de enero de 2015               | Maldonado · Uruguay               | Campeonato Sudamericano Fase de grupos  | -                                 | -                                 | 3                                 |                                   |
| 4                                 | Brasil                            | 0:0 (0:0)                         | 26 de enero de 2015               | Montevideo · Uruguay              | Campeonato Sudamericano Hexagonal final | -                                 | -                                 | 4                                 |                                   |
| 5                                 | Perú                              | 3:1 (1:0)                         | 29 de enero de 2015               | Montevideo · Uruguay              | Campeonato Sudamericano Hexagonal final | -                                 | -                                 | 5                                 |                                   |
| 6                                 | Paraguay                          | 2:0 (2:0)                         | 2 de febrero de 2015              | Montevideo · Uruguay              | Campeonato Sudamericano Hexagonal final | -                                 | -                                 | 6                                 |                                   |
| 7                                 | Colombia                          | 0:0 (0:0)                         | 4 de febrero de 2015              | Montevideo · Uruguay              | Campeonato Sudamericano Hexagonal final | -                                 | -                                 | 7                                 |                                   |
| 8                                 | Argentina                         | 1:2 (1:1)                         | 7 de febrero de 2015              | Montevideo · Uruguay              | Campeonato Sudamericano Hexagonal final | -                                 | -                                 | 8                                 |                                   |
| 9                                 | Honduras                          | 5:0 (3:0)                         | 13 de mayo de 2015                | Montevideo · Uruguay              | Amistoso                                | -                                 | -                                 | 9                                 |                                   |
| 10                                | Panamá                            | 0:1 (0:0)                         | 20 de mayo de 2015                | Hamilton Nueva Zelanda            | Amistoso                                | -                                 | -                                 | 10                                |                                   |
| 11                                | Ucrania                           | 2:1 (0:0)                         | 24 de mayo de 2015                | Auckland Nueva Zelanda            | Amistoso                                | -                                 | -                                 | 11                                |                                   |
| 12                                | Malí                              | 1:1 (1:1)                         | 6 de junio de 2015                | Hamilton Nueva Zelanda            | Copa Mundial Fase de grupos             | -                                 | 16' a Franco Acosta               | 12                                |                                   |

## Estadísticas

### Clubes
Actualizado al último partido disputado el 1 de febrero de 2020.
| Villarreal B · España |               |               |    |   |   |   |   |    |    |   |
| 2.ªB                  | 2013-14       | 1             | 0  | - | - | - | - | 1  | 0  |   |
| 2.ªB                  | 2015-16       | 33            | 3  | - | - | - | - | 33 | 3  |   |
| 2.ªB                  | 2016-17       | 33            | 0  | - | - | - | - | 33 | 0  |   |
| 2.ªB                  | 2017-18       | 10            | 1  | - | - | - | - | 10 | 1  |   |
| Villarreal · España   |               |               |    |   |   |   |   |    |    |   |
| 1.ª                   | 2017-18       | 4             | 0  | 2 | 0 | 4 | 0 | 10 | 0  |   |
| Total club            | Total club    | 4             | 0  | 2 | 0 | 4 | 0 | 10 | 0  |   |
| Gimnàstic · España    |               |               |    |   |   |   |   |    |    |   |
| 2.ª                   | 2018-19       | 3             | 0  | 0 | 0 | - | - | 3  | 0  |   |
| Total club            | Total club    | 3             | 0  | 0 | 0 | 0 | 0 | 3  | 0  |   |
| Villarreal B · España |               |               |    |   |   |   |   |    |    |   |
| 2.ªB                  | 2019-20       | 3             | 1  | - | - | - | - | 3  | 1  |   |
| 2.ªB                  | 2020-21       | 0             | 0  | - | - | - | - | 0  | 0  |   |
| Total club            | Total club    | 80            | 5  | 0 | 0 | 0 | 0 | 80 | 5  |   |
| Total carrera         | Total carrera | Total carrera | 87 | 5 | 2 | 0 | 4 | 0  | 93 | 5 |
| 1. 2.                 |               |               |    |   |   |   |   |    |    |   |

### Selecciones
Actualizado al 6 de junio de 2015.
Último partido citado: Uruguay 1-1 Malí
| Sub-20 · Uruguay | 2014/15       | 8 | 0 | 1 | 0 | 3 | 0 | 12 | 0 |
| Sub-20 · Uruguay | Total sel.    | 8 | 0 | 1 | 0 | 3 | 0 | 12 | 0 |
| Total carrera    | Total carrera | 8 | 0 | 1 | 0 | 3 | 0 | 12 | 0 |
| 1. 2.            |               |   |   |   |   |   |   |    |   |